# Umbilicaria pacifica
Umbilicaria pacifica är en lavart som beskrevs av Hugo Magnusson. Umbilicaria pacifica ingår i släktet Umbilicaria och familjen Umbilicariaceae.   Inga underarter finns listade i Catalogue of Life.